# كوتشك العلياء (سقز)
قرية كوتشك العلياء (بالكردية: کوچک سەروو) هي إحدى القرى التابعة لـسرا في ريف قسم مركزي من مقاطعة سقز، في محافظة كردستان الإيرانية.

## السكان
حسب إحصاءات سنة 2006، بلغ إجمالي السكان في كوتشك العلياء 271 نسمة وعدد المساكن 54 مسكن. لغة سكان كوتشك العلياء هي اللغة الكردية و هم من أهل السنة والجماعة والمذهب الشافعي.